# Skub
Skub, niekiedy nieprawidłowo Skuba – legendarny szewc krakowski, który miał zgładzić podstępem smoka wawelskiego. W oryginalnej wersji legendy z XVI wieku jego imię brzmiało Skub. W niektórych XIX i XX-wiecznych opracowaniach legendy zmieniono imię na Skuba.
W roku 1597 Joachim Bielski, wydając w Krakowie własne opracowanie dzieła ojca, Kroniki świata Marcina Bielskiego z 1551 roku – Kronikę polską Marcina Bielskiego nowo wydaną – przeredagował legendę o smoku wawelskim. Między innymi wprowadził postać szewca Skuba jako tego, który miał być twórcą pomysłu zgładzenia smoka: Piszą nasi starzy kronikarze, iż pod tą górą Wawel był smok wielki, który troje dobytku razem zjadał, także i ludzi kradł i jadł, przeto musieli mu dawać obrok każdy dzień troje cieląt abo baranów. Kazał tedy Krak nadziać skórę cielca siarką, a przeciw jamie położyć rano; co uczynił za radą Skuba, szewca niejakiego, którego po tym dobrze udarował i opatrzył. On wyszedłszy z jamy, mnimał, by ciele, pożarł razem; gdy to w nim tlało, tak długo pił wodę, aż zdechł. Jest jeszcze jego jama pod zamkiem: zowią Smocza Jama.
We wcześniejszych wersjach legendy o smoku wawelskim nie pojawiała się postać Skuba. Zabójcą smoka mieli być Krak lub też jego synowie.
Według Gniazda Cnoty z 1578 roku i Herbów rycerstwa polskiego z 1584 Bartosza Paprockiego Skub był krakowskim szewcem, który pokonał w pojedynku niemieckiego rycerza. Paprocki nie wspomniał o zgładzeniu przez Skuba smoka. Skub miał być protoplastą rodu Awdańców, zaś historię o zabiciu Niemca uważał Paprocki za legendę herbową Awdańców. Litera „W” w herbie Abdank miałaby być symbolem węża-smoka, jednak Paprocki nie wyjaśnił jej pochodzenia .